# Locking
Ne doit pas être confondu avec Record locking.
 (février 2024).
Si vous disposez d'ouvrages ou d'articles de référence ou si vous connaissez des sites web de qualité traitant du thème abordé ici, merci de compléter l'article en donnant les références utiles à sa vérifiabilité et en les liant à la section « Notes et références ».
Le locking est un type de danse funk inventé par Don Campbell au début des années 1970 à Los Angeles, souvent rattachée à la culture hip-hop.

## Histoire
Le terme « locking » signifie littéralement « verrouiller » (car la base du locking vient du fait que Don Campbell ne savait pas reproduire certains mouvements et les bloquait, dont le lock). Le locking (ou lock) est une danse de club appartenant aux funk-styles (pop and lock). Cette danse a été inventée par Don Campbell lorsqu'il était jeune et qu'il essayait de reproduire certains mouvements que ses amis essayaient de lui apprendre. Lors des soirées au Maverick's Flat
Le locking est une danse qui puise son inspiration dans les pas de danse soul (soirées Social Dance Party), également par les Nicholas Brothers et de James Brown.

## Mouvements

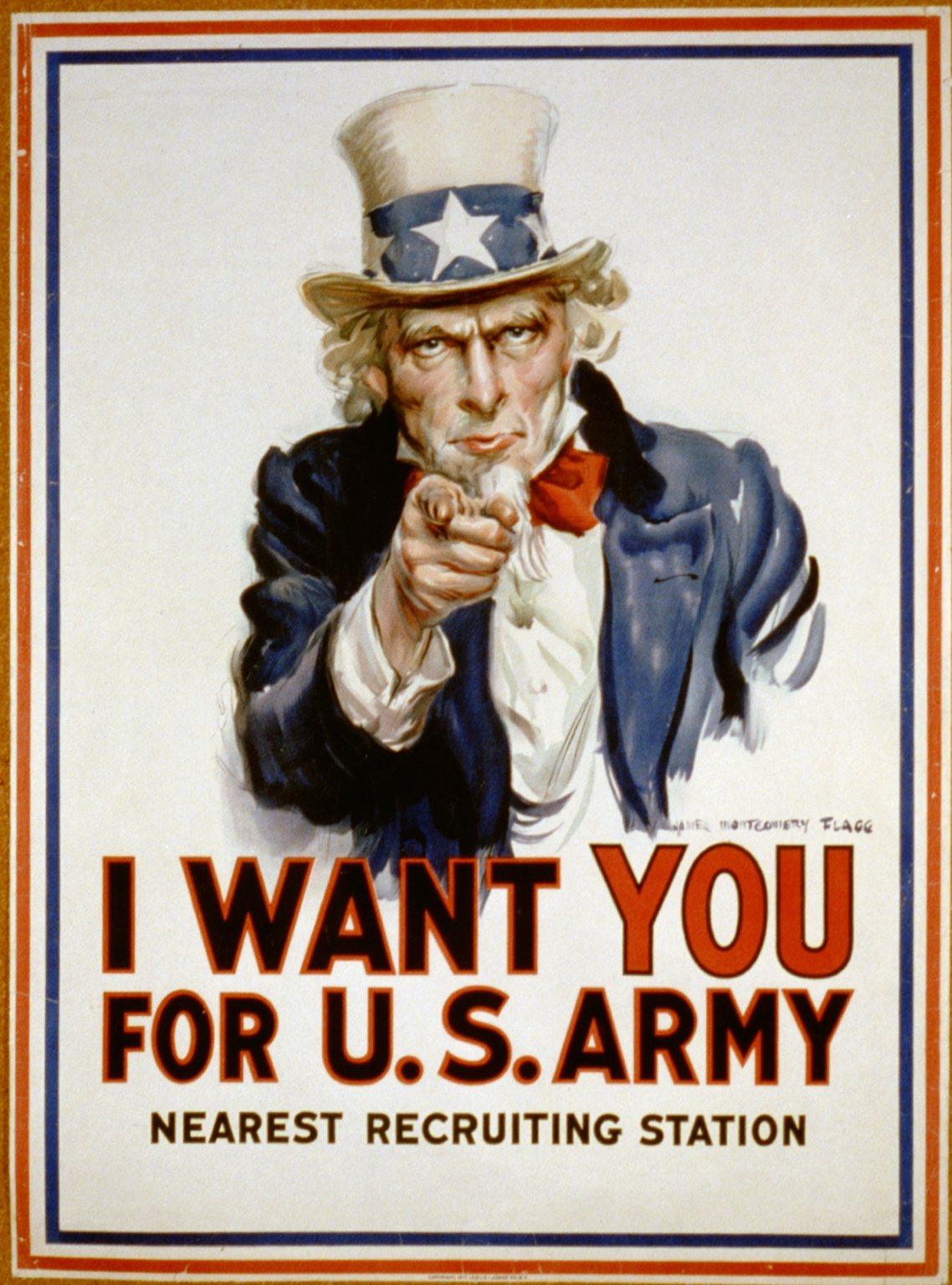
Affiche de recrutement pour l'armée américaine à l'origine du pointing.

Un des mouvements de base est le « Wrist Rolls » et  « Twirls » qui consistent à faire un mouvement de rotation du poignet ainsi que le bras tout en les montants souvent enchainé avec le « macho man » (comme si vous montrez vos muscles aux autres). Il y a également le pacing, le pointing c'est-à-dire le fait de pointer (Don Campbell pointait parfois ses amis ou les filles dans les cercles de danse en soirée). Cela vient de l'affiche de recrutement pour l'armée américaine où l'on voyait l'Oncle Sam pointant le doigt vers le spectateur avec le slogan : « I want you for U.S. army ». Il existe aussi plusieurs autres mouvements comme le Stop and go or Bus stop. Le locking est beaucoup plus musical que le break dance et est très expressif. Il se danse principalement avec le bassin, les pointes, les expressions du visage (très importantes) et certains mouvements qui veulent dire « tape-m'en cinq » (give me five).

## Filmographie
- Obsessive Funk, Documentaire-fiction. Hommage au pionnier du locking, avec Gemini, Greg Campbell, Flo Master, Jeremy... Réalisation : Paul Beletre
- Juste debout, Documentaire. Plus grosse manifestation mondiale concernant la danse debout (Popping, Locking, Hip Hop freestyle, House dance). Réalisation : KeMp - Style2ouf